# Ellac
Ellac (còn được gọi là Ilek, ? - 454) là trưởng nam và người kế thừa của Attila trong Đế quốc Hung. Triều đại của ông chỉ kéo dài vỏn vẹn 2 năm từ năm 453 đến năm 454 khi tử nạn nơi sa trường trong trận Nedao. Ông được kế thừa bởi Dengizich.